# Nimbostratus
De nimbostratus is een type wolk (wolkengeslacht) dat behoort bij een warmtefront. In weerberichten is de afkorting Ns en het symbool op weerkaarten is: 
Het is een uitgestrekt grijs wolkendek dat zich over de gehele hemel uitstrekt en waaruit onafgebroken neerslag kan vallen. De zon gaat achter het dikke wolkenpakket volledig schuil. Vaak zitten er lage flarden onder (pannus), maar de neerslag houdt pas op wanneer er lichtere plekken in de wolken zichtbaar worden.
De regenlucht wordt vaak voorafgegaan door altostratus.

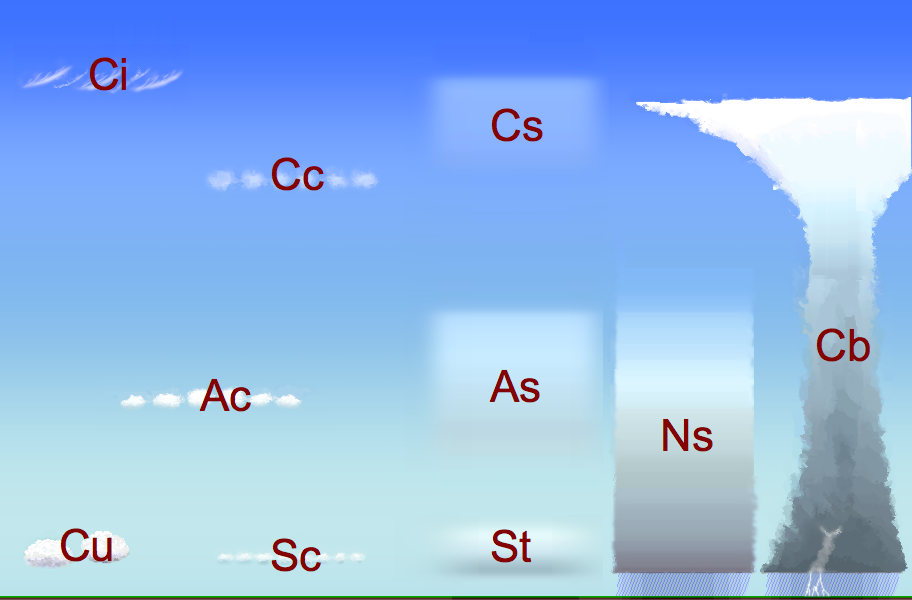

Over de wolkenfamilie waar nimbostratus-wolken toe gerekend dienen te worden is in de literatuur geen eensgezindheid. Ze bevinden zich in het grensgebied van de lage wolkenlaag en de middelhoge wolkenlaag. Tevens wordt nimbostratus gerekend tot de verticaal ontwikkelde wolken, omdat ze zich hoger kan ontwikkelen.
De nimbostratuswolken kennen geen onderverdeling in wolkensoorten.